# Bstan-vdzin-rab-rgyal

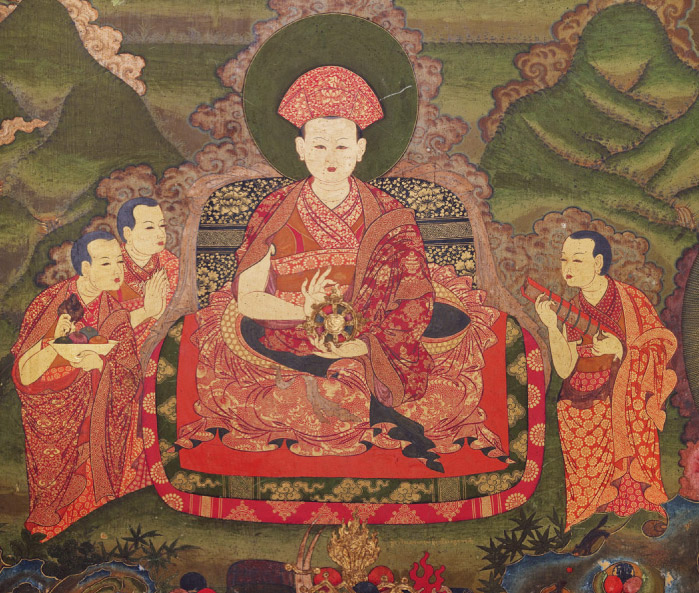
Tenzin Rabgye (1638–96) und Bedienstete, Wandmalerei, spätes 17. Jh., zimkhang, Tango Lhakhang, Bhutan.

Bstan-vdzin-rab-rgyal (Tenzin Rabgye, tibet.: རྒྱལ་སྲས་བསྟན་འཛིན་རབ་རྒྱས།; bsTan-’dzin Rab -rgyas; geb. 1638; gest. 1696) war der vierte Druk Desi (Herrscher von Bhutan) und Gyalsey (Fürst), der von 1680 bis 1694 an der Macht war. Man schreibt ihm die erste Kategorisierung der zorig chusum (Dreizehn traditionelle Künste von Bhutan Künste von Bhutan) zu. 1688 veranlasste er eine Renovierung des Tango Lhakhang, etwa 14 km von Thimphu, welches 1692 erstmals erwähnt wurde. 1692 besuchte er auch die heilige Grotte des Taktsang Pelphug während der Tsechu-Saison und gründete dort einen Tempel für Padmasambhava. Der Tempel heißt „Taktsang Lhakhang“ (Tempel des Guru mit Acht Namen) und wurde 1694 erbaut.

## Leben
Gyalsey Tenzin Rabgye war Sohn von Tshewang Tenzin und Damchoe Tenzima (Tochter des Lama von Chang Gangkha). Er wurde 1638 geboren und erhielt seit seiner Jugend religiöse Anleitung in der Tradition der Drugpa-Kagyü von Shabdrung und von Damchoe Gyeltshe. Er war sehr erfahren in der Tradition, als er im Alter von 31 den Thron des Desi bestieg. Er wurde im Alter von 43 Jahren der 4. Desi. Als weltlicher Herrscher führte er das Land in Übereinstimmung von spirituellen und weltlichen Gesetzen.